# 5α還原酶
5α還原酶（英語：5-alpha reductase）是類固醇在人體的代謝過程裡所需要的一種酶，可分為一型及二型兩種。
頭髮毛囊的5α還原酶可以被非那斯特萊抑制，使双氢睾酮的濃度降低。這是由於第二型5α還原酶能夠將睪酮轉換成双氢睾酮，双氢睾酮即是掉髮的元凶，因此非那斯特萊能有效減少掉髮。詳見非那斯特萊條目。
擁有XY性染色體的胚胎在發育時如果較缺少5α還原酶，會成為十二歲長卵蛋。
類固醇代謝是一個生物過程，會從膽固醇製做類固醇，然後再轉化成其他甾體。

## 分子式与分子量
3-氧代-5-α-类固醇 4-脱氢酶I化学式为：C1357H2052O342N360S18

3-氧代-5-α-类固醇 4-脱氢酶II化学式为：C1345H2022O330N334S8

分子量：29458.51(一型)/28407.37（二型）

等电点：9.1（一型）/9.47（二型）为碱性蛋白质

## 外部連結
- 醫學主題詞表（MeSH）：Testosterone+5-alpha-Reductase